# Devin Kelley
Devin Kelley est une actrice américaine, née le 18 janvier 1986 à Saint Paul (Minnesota).

## Biographie
Devin Marie Kelley est née et a grandi à Saint Paul (Minnesota). Elle a vécu quatre ans avec sa famille à Bruxelles en Belgique. Elle a un frère Ryan et une sœur Lauren. À huit ans elle suit des cours de chant et de comédie. En 2004, elle déménage à Los Angeles et étudie dans une école de théâtre USC School of Dramatic Arts. Elle étudie durant six mois à la British American Drama Academy à Londres.

## Filmographie

### Films
- 2012 : Chroniques de Tchernobyl (Chernobyl Diaries) de Brad Parker : Amanda
- 2014 : Turtle Island de David Wexler : Daisy
- 2014 : Anchors de David Wexler : Julia

### Téléfilms
- 2015 : Ballet Meurtrier (Swept Under) de Michel Poulette : Morgan

### Séries télévisées
- 2009 : Tease : Kat (3 épisodes)
- 2011 : The Chicago Code : Vonda Wysocki (13 épisodes)
- 2011-2012 : Covert Affairs : Parker Rowland (6 épisodes)
- 2014-2015 : Resurrection : Dr Maggie Langston (21 épisodes)
- 2016 :  Frequency : Julie Sullivan
- 2019-2024 : 9-1-1 (série télévisée) : Shannon Diaz (récurrente saison 2, invitée saison 3) + Kim (invitée saison 7)

### Courts-métrages
- 2005 : Les Ours de Barry Friedman : Chrysanthemum
- 2008 : The Roommate de Adam Siegel : Susan
- 2009 : Refrigerator de Jim Revis : Marion